# Phyto longirostris
Phyto longirostris är en tvåvingeart som beskrevs av Crosskey 1977. Phyto longirostris ingår i släktet Phyto och familjen gråsuggeflugor. Inga underarter finns listade i Catalogue of Life.